# USS Buffalo (SSN-715)
Pour les autres navires du même nom, voir USS Buffalo.
Le USS Buffalo (SSN-715) est un sous-marin nucléaire d'attaque américain de classe Los Angeles nommé d'après Buffalo dans l'État de New York.

## Histoire du service
Construit au Chantier naval Northrop Grumman de Newport News, il a été commissionné le 5 novembre 1983 et a commencé le processus de retrait du service le 26 mai 2017.